# Juncus alatus
Juncus alatus är en tågväxtart som beskrevs av Adrien René Franchet och Paul Amédée Ludovic Savatier. Juncus alatus ingår i släktet tåg, och familjen tågväxter. Inga underarter finns listade i Catalogue of Life.